# Erik Pieters
Erik Pieters (født 7. august 1988 i Enspijk, Holland) er en hollandsk fodboldspiller, der spiller som forsvarsspiller hos Premier League-klubben Burnley. Han har tidligere spillet for klubberne Stoke City og hollandske FC Utrecht, der var hans første klub som seniorspiller, samt PSV Eindhoven.

## Landshold
Pieters har spillet 18 kampe for Hollands landshold. Han var en del af landets trup til OL i 2008 i Beijing.